# Acropoma
Genre
Acropoma est un genre de poissons marins de la famille des Acropomatidae.

## Description
Il s'agit de poissons de petite taille, entre 10 et 20 cm selon les espèces.

## Liste des espèces
Selon FishBase (3 juillet 2024) et World Register of Marine Species (3 juillet 2024) :
- Acropoma arafurensis Okamoto, Williams, Carpenter, Santos & Kimura, 2019
- Acropoma argentistigma Okamoto & Ida, 2002
- Acropoma argentistigma Okamoto & Ida, 2002
- Acropoma boholensis Yamanoue & Matsuura, 2002
- Acropoma hanedai Matsubara, 1953
- Acropama heemstrai Okamoto & Golani, 2017
- Acropoma japonicum Günther, 1859
- Acropoma lacrima Okamoto & Golani, 2017
- Acropoma lecorneti Fourmanoir, 1988
- Acropoma leobergi Prokofiev, 2018
- Acropoma musorstom Okamoto, Randall & Motomura, 2021
- Acropoma neglectum Okamoto & Golani, 2017
- Acropoma profundum Okamoto, 2014